# استفانی ریموند
استفانی ریموند (انگلیسی: Stephanie Raymond؛ زادهٔ ۱۵ ژانویهٔ ۱۹۸۵) بازیکن بسکتبال اهل ایالات متحده آمریکا است.